# Vesa Junkkonen
Vesa Junkkonen, född 21 februari 1984 i Uleåsalo, Finland, är en finländsk före detta professionell ishockeyspelare (back). Hans moderklubb är Oulun Kärpät.